# ルイージ・ダッリーニャ
- ルイジ

ルイージ・ダッリーニャ（Luigi Dall'Igna、1966年7月12日 - ）は、イタリア・ティエーネ出身のエンジニア。
アプリリア・レーシングに在籍し、2005年から2013年までテクニカルディレクターを務め、同年秋よりドゥカティ・コルセのゼネラルマネージャーを務めている。
日本のマスメディアでは「ジジ・ダッリーニャ」と表記される場合がある。

## 経歴
1991年、パドヴァ大学機械工学部を卒業。

### アプリリア時代

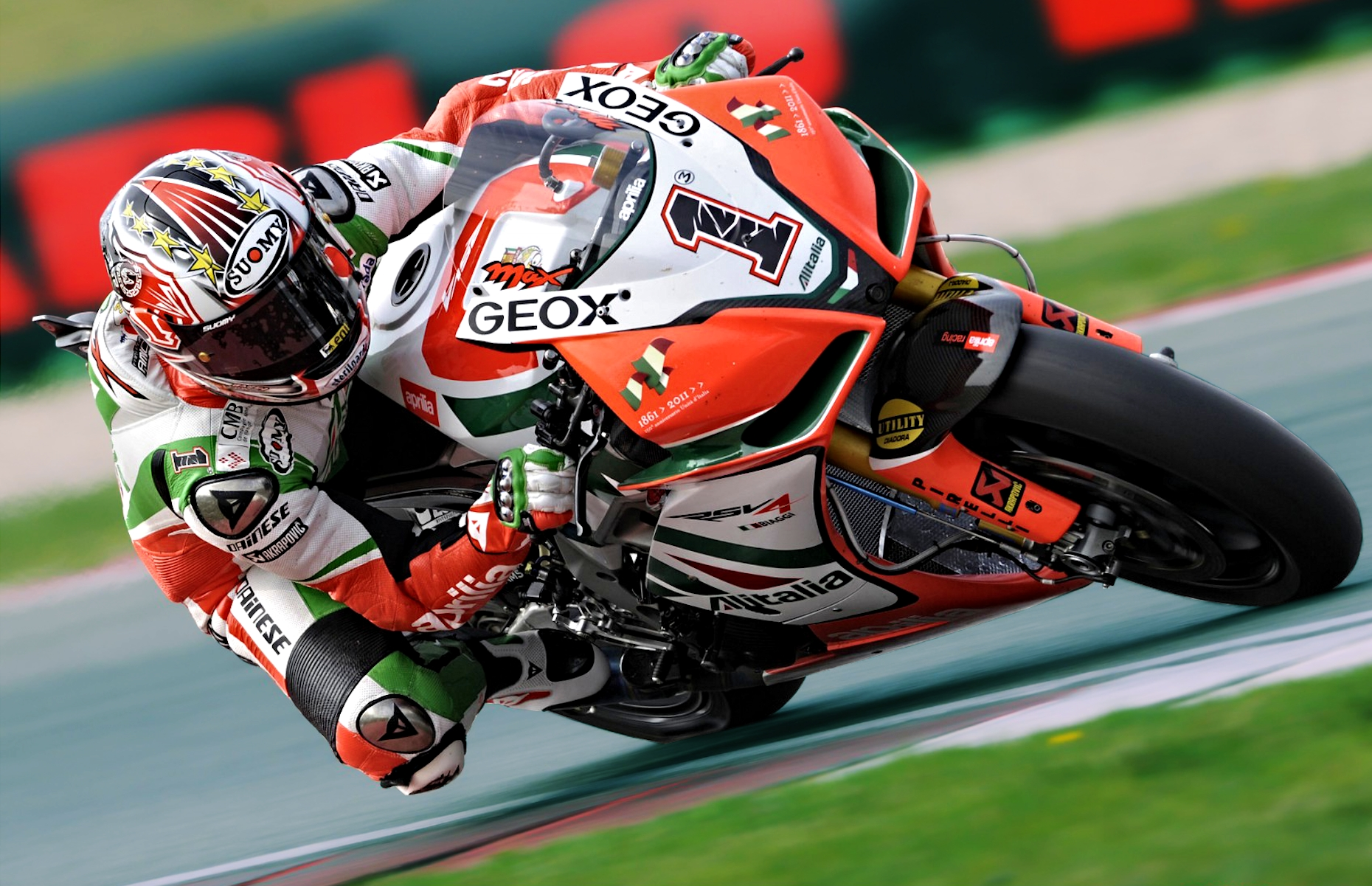
マックス・ビアッジが駆るアプリリア・RSV4（2011年）

大学卒業後の1992年にアプリリア・レーシングに入社。当初の仕事はエンジン関係で、ノアーレにあった当社はロータックス製のエンジンを調達していたが、ダッリーニャの入社により、250 ccから125 ccのレーシングエンジンがアプリリア社内で開発された。
2000年初頭にMotoGPクラスが新設され、初の4ストロークプロトタイプマシン・アプリリア・RSキューブのプロジェクトリーダーに就任。十分な開発が進んでいない中での採用だった為、後にレーシングバイクの最先端の技術を取り入れていたが、勝利を収めるマシンとは至らなかった。
ピアッジオのサブブランドのデルビを短期間勤務した後、2005年にピアッジオ傘下にあったアプリリアに戻り、アプリリア・レーシングのテクニカルディレクターに就任。2008年にRSV4のプロジェクトリーダーに就任。2010年からはピアッジオの全ブランドのスポーツ部門の責任者となり、 またRSV4の開発に携わり、2010年代前半に4回のマニュファクチャラーズタイトル（2010年・2012年 - 2014年）、2010年・2012年にマックス・ビアッジ、2014年にシルバン・ギュントーリがスーパーバイク世界選手権で3回のライダーズタイトルを獲得に貢献した。
2013年シーズン終了後に20年間務めたアプリリアを退社。

### ドゥカティ時代

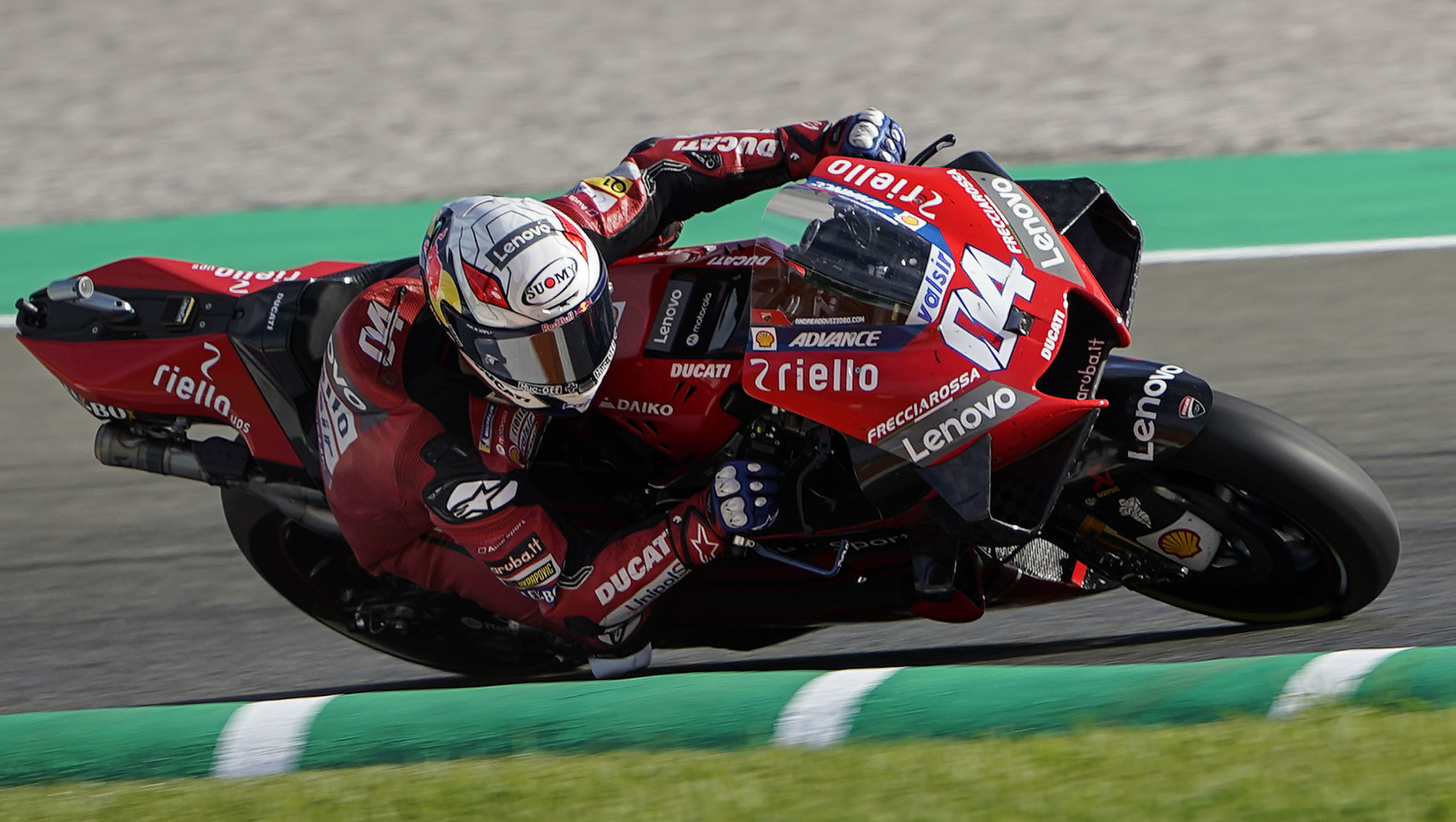
アンドレア・ドヴィツィオーゾが駆るドゥカティ・デスモセディチ（2020年）

2013年秋、ドゥカティ・コルセのゼネラルマネージャーに就任。
MotoGPによるデスモセディチプロジェクトの主任となり、以前のコンセプトと比較して全面的な革命の立役者となり、エンジンとシャシーの根本的な変更に加え、エアロダイナミクスの分野で強力な革新を推進し、2010年代後半から世界選手権の技術開発に大きな影響を与えた。ドゥカティは数シーズンの低迷後、MotoGPのトップに返り咲くようになり、5年連続マニュファクチャラーズタイトル（2020年 - 2024年）、フランチェスコ・バニャイア（2022年・2023年）、ホルヘ・マルティン（2024年）と3年連続ライダーズタイトルを獲得している。
同様のアプローチはスーパーバイクの分野でも反映されており、2019年にドゥカティ伝統の2気筒から4気筒へと変更したパニガーレV4が発売され、スーパーバイク世界選手権で3年連続マニュファクチャラーズタイトル（2022年 - 2024年）、2022年・2023年にアルバロ・バウティスタが2年連続ライダーズタイトルを獲得した。